# Jule (Vorname)
Jule ist eine Variante der weiblichen Vornamen Julia, Juliana oder Juliane oder der männlichen Vornamen Julian bzw. Julius.

## Namensträger

### Weiblich
- Jule Böwe (* 1969), deutsche Theater- und Filmschauspielerin
- Jule Brand (* 2002), deutsche Fußballnationalspielerin
- Jule Dallmann (* 1998), deutsche Fußballspielerin
- Jule Gartzke (* 1970), deutsche Schauspielerin, Choreographin und Tanzpädagogin
- Jule Gölsdorf (* 1976), deutsche Fernsehmoderatorin, Journalistin und Autorin
- Jule Govrin (* 1984), deutsche Philosophin und Autorin
- Jule Hake (* 1999), deutsche Kanutin
- Jule Hermann (* 2004), deutsche Schauspielerin
- Jule K. (* 1974), deutsche Künstlerin, Comiczeichnerin und Illustratorin
- Jule Neigel (* 1966), deutsche Sängerin, Songwriterin und Musikproduzentin, siehe Julia Neigel
- Jule Niemeier (* 1999), deutsche Tennisspielerin
- Jule Paul (* 1990), deutsche Volleyballspielerin
- Jule Philippi (1965–2012), Linguistin und freie Autorin
- Jule Ronstedt (* 1971), deutsche Schauspielerin und Regisseurin
- Jule Schneider (* 1986), deutsche Volleyballspielerin
- Jule-Marleen Schuck (* 2000), deutsche Schauspielerin
- Jule Specht (* 1986), deutsche Psychologin und Professorin der Berliner Humboldt-Universität
- Jule Unterspann (* 1972), deutsche Sängerin und Komponistin
- Jule Vollmer (* 1959), deutsche Schauspielerin und Autorin
- Jule Weber (* 1993), deutsche Poetry-Slammerin, Lyrikerin und Autorin

### Männlich
- Jule Gregory Charney (1917–1981), US-amerikanischer Meteorologe
- Jule Ludorf (1919–2015), deutscher Fußballspieler und -trainer, siehe Julius Ludorf
- Jule Styne (1905–1994), US-amerikanischer Komponist